# Gustavo Leonel Mendoza
Gustavo Leonel Mendoza (Buenos Aires, 23 de diciembre de 1969) es un cineasta argentino.

## Biografía
A mediados de los años '90 dio sus primeros pasos en la Escuela Nacional de Experimentación y Realización Cinematográfica ENERC, continuando ininterrumpidamente su formación en diversas instituciones, entre las que se encuentran la Escuela Superior de Cinematografía, y el Centro de Investigación y Experimentación de Vídeo y Cine Cievyc, donde tomó clases con Diego Curubeto, y se interesó por el que sería su género preferido: el Cine Fantástico. También fue alumno del afamado director José Martínez Suárez, Presidente del Festival Internacional de Cine de Mar del Plata. En Buenos Aires Comunicación BAC, fue graduado como Director y productor de Cine y TV. 
Sobre el cine fantástico y el documental, Mendoza ha estructurado casi la totalidad de su filmografía, aunque en sus últimos filmes -ambos documentales-, ha sabido dar un giro temático importante al introducirse de lleno en las historias de dos grandes personalidades: el actor español Narciso Ibáñez Menta (Nadie inquietó más) y el creador de la ciudad de Piriápolis, en Uruguay, Don Francisco Piria (Ciudadano Piria).
Realizó el libro ilustrado (Scrapbook) "De Narciso Ibáñez Menta a Narciso Ibáñez Serrador", que trata de la vida y obra de estos dos grandes realizadores en el teatro, cine y televisión. Editado por Museo Fantàstico (Valencia, España), y presentado en el espacio FNAC del SITGES (Festival Internacional de Cinema Fantastic de Catalunya).
Actualmente terminó su tercer film documental "Culto al terror", homenaje al género de terror. Un viaje nostálgico y adrenalínico con espíritu de rock, al universo de la cinefilia, la pasión del fantástico contada por sus especialistas, fanes y estrellas mundiales. Toda una comunidad espiritual internacional hermanada bajo la catártica sombra del horror. Con Robert Englund, Bruce Campbell, Peter Bogdanovich, Paul Naschy, Chicho Ibàñez Serrador, Barbara Crampton, etc.
Culto al terror tuvo su estreno mundial en el SITGES (Festival Internacional de Cinema Fantastic de Catalunya).
Exhuming London After Midnight (2021), es su último trabajo. Es un corto homenaje al film London after midnight de Tod Browning y Lon Chaney. Se proyectará en el festival de Sitges de 2021.

## Filmografía
Director
- Exhuming London After Midnight (2021)
- Culto al terror (2017)
- Ciudadano Piria (2014)
- Nadie Inquietó Más - Narciso Ibáñez Menta (2009)
- Robinson interior (cortometraje) (2003)
- Búsqueda (cortometraje) (2002)
- Glotón (cortometraje) (2002)
- Argentina bizarra (cortometraje) (1997)
- Terror en el cine argentino (cortometraje) (1996)

Interpretación
- Rojo Sangre: 10 años a puro género (2009) ...Entrevistado

Producción
- Culto al terror (2017)
- Ciudadano Piria (2014)
- Nadie Inquietó Más - Narciso Ibáñez Menta (2009)
- Robinson interior (cortometraje) (2003)
- Glotón (cortometraje) (2002)
- Argentina bizarra (cortometraje) (1997)
- Terror en el cine argentino (cortometraje) (1996)

Camarógrafo
- Terror en el cine argentino (cortometraje) (1996)

GUIONISTA
- Culto al terror (2017)
- Ciudadano Piria (2014)
- Nadie Inquietó Más - Narciso Ibáñez Menta (2009)
- Robinson interior (cortometraje) (2003)
- Búsqueda (cortometraje) (2002)
- Glotón (cortometraje) (2002)

Montaje
- Culto al terror (2017)
- Ciudadano Piria (2014)
- Robinson interior (cortometraje) (2003)
- Búsqueda (cortometraje) (2002)
- Glotón (cortometraje) (2002)
- Argentina bizarra (cortometraje) (1997)
- Terror en el cine argentino (cortometraje) (1996)

## Proyecciones
- Glotón: cortometraje de ficción proyectado en el Festival de Cine de Toulouse, Francia, en el Festival de Cine de Terror y Fantástico Buenos Aires Rojo Sangre III, y en el III Festival de Película, Piriápolis, Uruguay 2006.
- Búsqueda: cortometraje de ficción proyectado en el Buenos Aires Rojo Sangre IV. Proyectado en el III Festival de Película, Piriápolis Uruguay 2006.
- Robinson interior: cortometraje de ficción proyectado en el 19° Festival Internacional de Cine de Mar del Plata.
- Terror en el cine argentino: cortometraje documental proyectado en el III Festival de Película, Piriápolis Uruguay 2006.
- Argentina bizarra, cortometraje documental proyectado en el Festival de Cine de Santa Fe, en la Escuela de Cine de San Antonio de los Baños (Cuba) y en el Festival Buenos Aires Rojo Sangre V.
- Nadie Inquietó Más - Narciso Ibáñez Menta: largometraje documental sobre la vida del actor asturiano Narciso Ibáñez Menta (2008), ganador del Premio a la Mejor Película Ideroamericana en el Festival Buenos Aires Rojo Sangre (2008).
- Ciudadano Piria: largometraje documental sobre el creador de la ciudad de Pirápolis, Francisco Piria. Se estrenó el 23 de noviembre de 2014 en el 29.º Festival de Cine de Mar del Plata, en la sección "Proyecciones especiales".

- Culto al terror: largometraje documental sobre el género de terror y la comunidad internacional que lo sigue con gran pasión. 14 de octubre de 2017 (Festival Internacional de Cinema Fantastic de Catalunya)

## Premios
- Nadie inquietó más, mejor película Iberoamericana en el Festival de cine Buenos Aires Rojo Sangre de 2008.

- Culto al terror, mejor montaje (EDA) en el Festival Buenos Aires Rojo Sangre (2017) y mejor documental en el Festival Panamá Horror Film Fest (2018).